# Huang He
Huang He (Žuta rijeka) je druga rijeka po dužini u Kini i šesta po dužini u svijetu. Uz rijeku Yang Ce se smatra najvažnijom kineskom rijekom. Smatra se "kolijevkom Kine" jer se uz nju razvila kineska civilizacija.

## Zemljopis
Huang He teče kroz sjevernu Kinu.  Izvire u planini Bayan Har u provinciji Qinghai. Na izvoru se nalaze dva jezera. U srednjem dijelu toka čini velik zavoj kojim ulazi u pustinju Gobi gdje se navodnjava pustinjski prostor koji time postaje pogodan za život. Nakon izlaska iz pustinje prolazi sjevernim dijelom Velike kineske nizine koja je centar naseljenosti u Kini. Ulijeva se u Žuto more. Zanimljivo je da je u povijesti često mijenjala korito, posebno u prostoru oko ušća.
Huang He velikim dijelom toka teče preko plodnog žutog tla koje se naziva prapor ili les. To tlo ulazi u rijeku, te je ona zbog njega prepuna žutog mulja i zato se zove Žuta rijeka. Taj mulj rijeka donosi u Žuto more. Također u pustinji Gobi vjetar donosi žuti pijesak u rijeku.
U povijesti je dolina rijeke bila centar naseljenosti Kine, ali danas je daleko naseljeniji prostor uz Yang Ce. Ipak je i dalje Huang He značajna rijeka. Najveći gradovi na njoj su Jinan, Zhengzhou i Lanzhou. Nedaleko je i grad Xi'an koji je povijesni glavni grad Kine.
Huang He je značajna plovna rijeka. Velikim kanalom je povezana s rijekom Yang Ce i to je značajan plovni put. Na rijeci Huang He postoji mnogo brana i umjetnih jezera.